# 毛利良勝
毛利 良勝（もうり よしかつ）は、戦国時代から安土桃山時代にかけての武将。織田氏の家臣。通称は新介、後に新左衛門。

## 略歴
尾張国の出身というが、出自については不明。織田信長に馬廻として仕えた。小姓であったとする説もある。
永禄3年（1560年）、桶狭間の戦いでは、最初に斬りかかって負傷した服部一忠（小平太）を助け、今川義元の首を取り名を上げた。『信長公記』では、毛利新介のこの功名は「幼君（毛利秀頼）」を（一族の）毛利十郎が保護した冥加のおかげだと人々が噂したという話が書かれている。また、この際、指を噛み千切られた話があるが、これは『尾張志』や『太閤記』などにある逸話。桶狭間以後は諱を良勝と名乗り、通称は新介から新左衛門に改めた。
母衣衆が選抜されたときに黒母衣衆の一人に名を連ねた。
信長上洛後は、永禄12年（1569年）に大河内城攻めに参加した。信長の側近として尺限廻番衆（さくきわまわりばんしゅう）に属した。主に吏僚として活躍し、判物や書状、副状に署名を多く残している。
天正10年（1582年）、甲州攻めでも信長に随行して4月の諏訪在陣で興福寺大乗院より贈品を受けている。
同年6月の本能寺の変の際も信長に従って京に滞在しており、信長の嫡男で織田家当主の信忠を守って二条御新造に籠り、信忠と共に討死した。この際、子の岩丸も討ち死にしたという。

## 関連作品
小説
- 新宮正春「首獲り新介」（『抜打ち庄五郎』）（1997年10月1日、講談社、ISBN 978-4062088541 / 2005年6月1日、講談社文庫、ISBN 978-4062751049）
- 中村彰彦『桶狭間の勇士』（2003年6月25日、文藝春秋、ISBN 978-4163219400 / 2006年6月9日、文春文庫、ISBN 978-4167567101）
- 伊東潤「果報者の槍」（『王になろうとした男』収録）（2013年7月29日、文藝春秋、ISBN 978-4163823201 / 2016年3月10日、文春文庫、ISBN 978-4167905682）
- 矢野隆「首ひとつ」（『決戦！ 桶狭間』収録）（2016年11月15日、講談社、ISBN 978-4062202954 / 2019年4月16日、講談社文庫、ISBN 978-4065153383）
- 武川佑「毛利新介一番鑓」（『Story for you』収録）（2021年3月25日、講談社、ISBN 978-4065227961）

テレビドラマ
- 『国盗り物語』－村松克巳
- 『麒麟がくる』－今井翼[9]